# Testa Malinvern
La Testa di Malinvern (detta anche Monte Malinvern, Mont Malinvern in francese) è una montagna delle Alpi Marittime alta 2.939 m s.l.m..

## Caratteristiche
È situata lungo la linea di confine tra l'Italia (Piemonte) e la Francia (Provenza-Alpi-Costa Azzurra). Dal versante italiano la vetta si trova al confine tra i comuni di Vinadio e Valdieri, mentre dal lato francese si trova in comune di Isola.
La cresta di confine si sviluppa in direzione SSE-NNO fino alla vetta, dove piega in direzione sud-ovest fino alla Testa Comba Grossa, dove piega di nuovo in direzione NO. Una cresta secondaria si diparte dalla vetta e si dirige verso est, raggiungendo il colletto di Valscura. La montagna è idealmente delimitata dal passo della bassa del Druos a SSE, dal colletto di Valscura ad est, e dal passo del Lupo a sud-ovest.
Il nome deriva dall'occitano malüvèrn, col significato di luogo freddo, con inverni particolarmente lunghi e rigidi, e si riferisce soprattutto alla situazione meteorologica del vallone di Riofreddo, che si estende a nord della montagna.. Si pronuncia con l'accento sulla "è": Malinvèrn.
Dal punto di vista geologico, la montagna appartiene al Massiccio cristallino dell'Argentera: è costituita essenzialmente da gneiss granitoidi biotitici, localmente passanti a graniti microgranulari; vi sono poi affioramenti di graniti aplitici massicci, di agmatiti anfiboliche, e di gneiss occhiadini scuri (soprattutto alle falde).
La prima ascensione è attribuita al tenente Siccardi, geografo dell'IGM, nel 1878.

## Accesso alla vetta

### Via normale
La via normale alla vetta si sviluppa sulla cresta SSE, dalla bassa del Druos (2.628 m); poco sotto il passo, sul versante italiano, una traccia di sentiero taglia una pietraia e si porta alla base di un canalino di 50 m, da superare in facile arrampicata (II grado). Si giunge ad una conca rocciosa, che si risale fino al filo di cresta, seguendo il quale per tracce di sentiero e roccette, segnalate con tacche rosse e ometti, si arriva alla vetta. La difficoltà del percorso è generalmente valutata in F. Sulla cima è presente una croce metallica su cui sono scolpite una colomba e un ramoscello d'ulivo, simboli della pace, installata nel 1986 da volontari della parrocchia di Bene Vagienna.
La Bassa del Druos è raggiungibile sia dal versante italiano che da quello francese. Dal versante italiano, si parte dalle Terme di Valdieri, si raggiunge la reale casa di caccia (1.764 m) e si sale ai laghi di Valscura (2.264 m), da cui si raggiunge direttamente il passo. In alternativa, si può risalire il vallone di Riofreddo fino al rifugio Malinvern, da dove si prosegue seguendo il sentiero P13, che supera il colletto di Valscura e da qui ridiscende ai laghi di Valscura, dove si ricongiunge con il sentiero che arriva dalle Terme di Valdieri. Dal versante francese, si parte da Isola 2000, passando dai lacs de Terre Rouges e salendo da qui al passo.

### Cresta sud-ovest
La salita per la cresta sud-ovest è un percorso più impegnativo, di difficoltà PD-. Da Isola 2000 si raggiungono i lacs de Terres-Rouges, da dove si piega a nord risalendo verso il passo del Lupo, sulla cresta tra Malinvern e Comba Grossa. Raggiunto un laghetto a quota 2532, si segue una traccia che si distacca verso destra verso la conca tra le due vette del monte, e si risale verso la cresta con facile arrampicata. Raggiunta la cresta, si arriva in breve alla vetta.

### Punti di appoggio
Dal versante italiano ci si può appoggiare al rifugio Questa (2388 m), posto sotto la Testa del Claus, o al rifugio Malinvern (1839 m), nel vallone di Riofreddo. A Isola 2000 si trova il rifugio Chastillon (2018 m).

## Galleria d'immagini

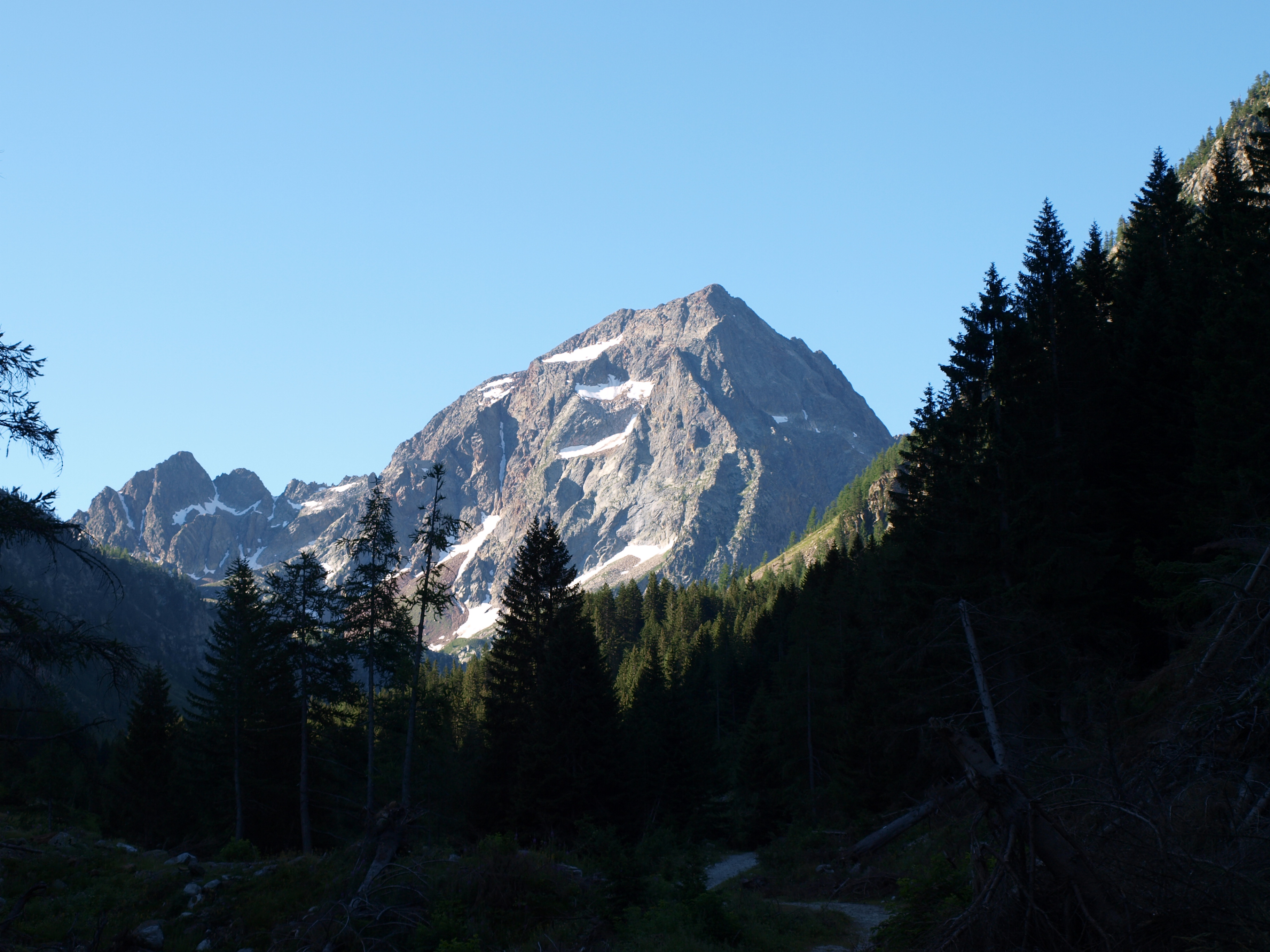
Il Monte Malinvern dal Vallone di Riofreddo
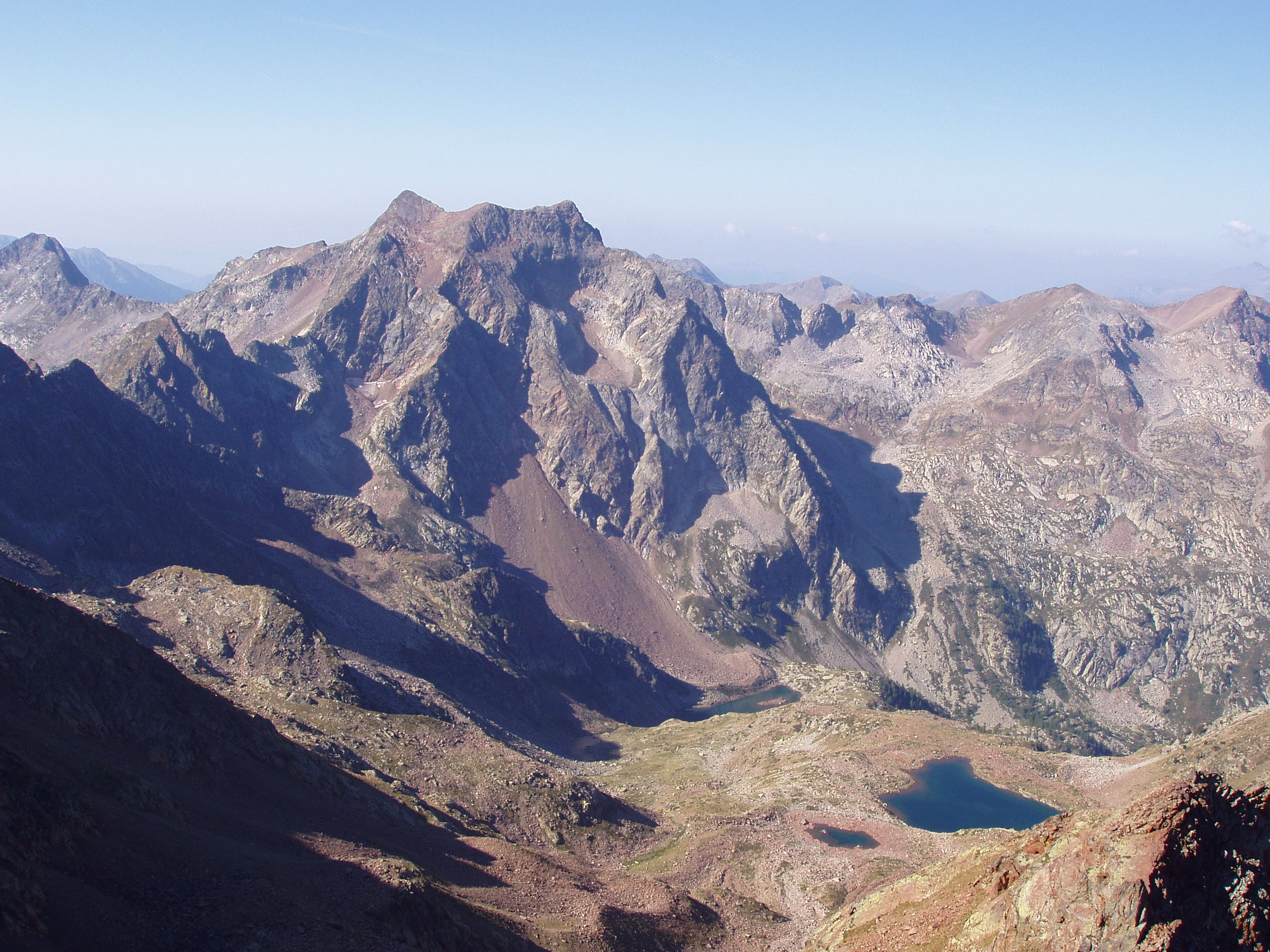
Il monte malinvern con il Lago Malinvern e i Laghi della Paur